# Жандармерия Ватикана

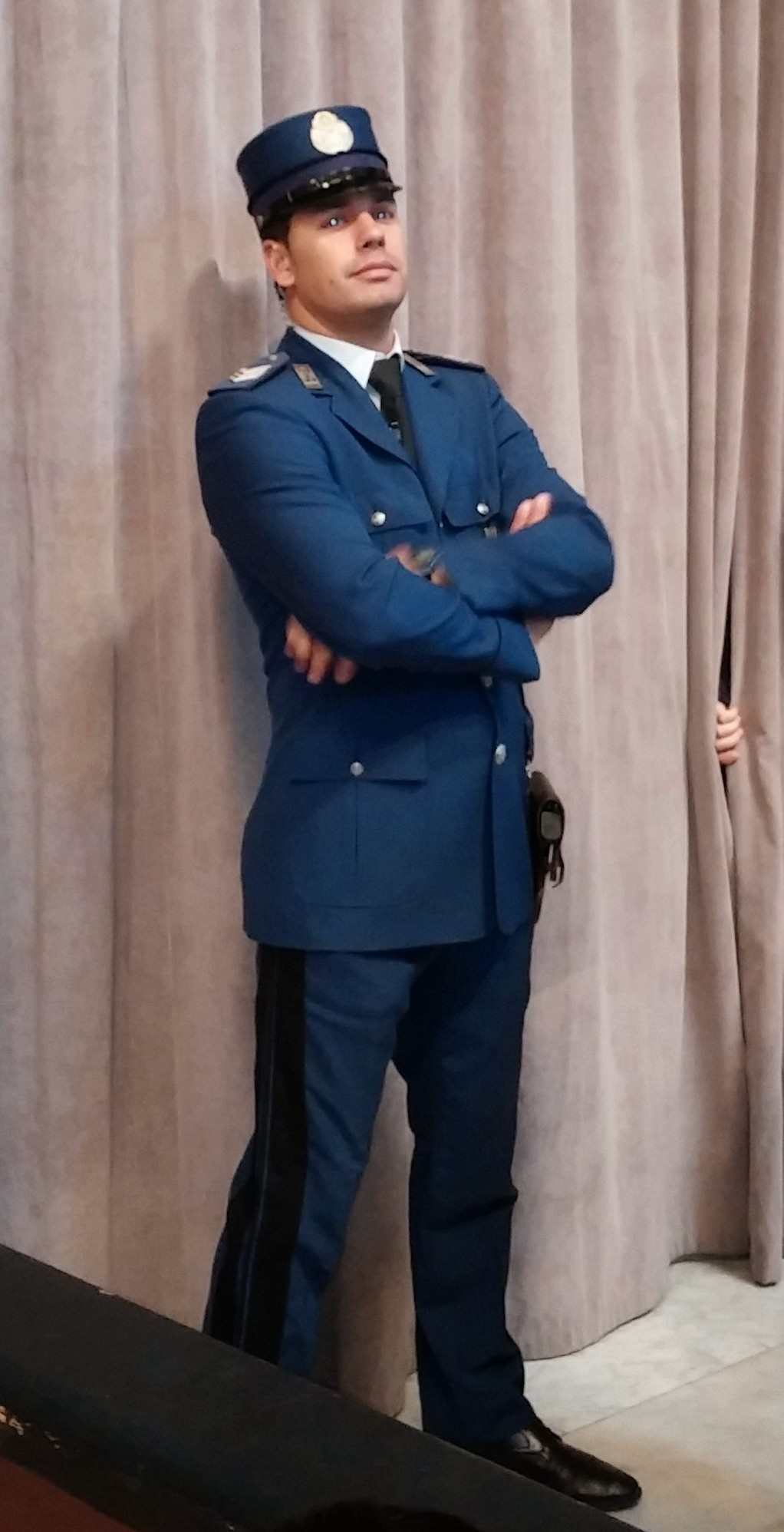
Сотрудник жандармерии Ватикана

Корпус жандармерии города-государства Ватикан (итал. Corpo della Gendarmeria dello Stato della Città del Vaticano) — жандармерия (полиция) и силы безопасности Ватикана.
Корпус отвечает за безопасность, общественный порядок, пограничный контроль, контроль дорожного движения, уголовный розыск и выполняет другие общие полицейские обязанности в Ватикане. Несколько офицеров корпуса путешествуют с папой римским для обеспечения его непосредственной охраны. Корпус имеет 130 сотрудников и часть Департамента служб безопасности и гражданской обороны (который также включает ватиканскую пожарную команду), орган губернаторства государства-града Ватикана. Безопасность в Ватикане также обеспечивается Швейцарской гвардией, воинским формированием Святого Престола, но не государства-града Ватикан.
Во главе корпуса стоит генеральный инспектор (итал. Ispettore generale), в настоящее время этот пост занимает Джанлука Гауцци (род. 1974). Наиболее известный генеральный инспектор — Камилло Чибин, который руководил в 1972—2006 годах.
В 1970—1991 годах полицейские силы Ватикана были известны как Центральная служба безопасности, в 1991—2002 годах носили название Corpo di Vigilanza dello Stato della Città del Vaticano. Они заменили собой предыдущий Corpo della Gendarmeria, который был основан папой римским Пием VII в 1816 году и был воинским формированием Ватикана, пока папа римский Павел VI не уменьшил вооружённые силы Святого Престола только до Швейцарской гвардии.
Для поступления на службу в жандармерию Ватикана претендент должен быть в возрасте от 20 до 25 лет, иметь гражданство Италии и по крайней мере два года опыта службы в итальянской полиции.